# Suesca
Suesca è un comune della Colombia facente parte del dipartimento di Cundinamarca.
Il centro abitato venne fondato da Luis Enriquez nel 1600.

## Sepolture Celebri
Nel cimitero di Suesca è sepolto lo scultore modenese Cesare Sighinolfi (1833– 1902).